# Діерфілд Тауншип (округ Воррен, Пенсільванія)
Діерфілд Тауншип (англ. Deerfield Township) — селище (англ. township) в США, в окрузі Воррен штату Пенсільванія. Населення — 269 осіб (2020).

## Демографія
Згідно з переписом 2010 року, у селищі мешкало 339 осіб у 165 домогосподарствах у складі 106 родин. Було 632 помешкання
Расовий склад населення:
| - 99,7 % — білих - 0,3 % — азіатів |

До двох чи більше рас належало 0,0 %. Частка іспаномовних становила 0,0 % від усіх жителів.
За віковим діапазоном населення розподілялося таким чином: 13,3 % — особи молодші 18 років, 63,1 % — особи у віці 18—64 років, 23,6 % — особи у віці 65 років та старші. Медіана віку мешканця становила 53,6 року. На 100 осіб жіночої статі у селищі припадало 117,3 чоловіків;  на 100 жінок у віці від 18 років та старших — 124,4 чоловіків також старших 18 років.
Середній дохід на одне домашнє господарство  становив 54 050 доларів США (медіана — 50 781), а середній дохід на одну сім'ю — 61 832 долари (медіана — 62 083). Медіана доходів становила 56 354 долари для чоловіків та 23 750 доларів для жінок. За межею бідності перебувало 14,7 % осіб, у тому числі 18,2 % дітей у віці до 18 років та 3,2 % осіб у віці 65 років та старших.
Цивільне працевлаштоване населення становило 139 осіб. Основні галузі зайнятості: освіта, охорона здоров'я та соціальна допомога — 25,2 %, виробництво — 20,1 %, мистецтво, розваги та відпочинок — 12,2 %, роздрібна торгівля — 11,5 %.